# Curtici
Curtici je město v západním Rumunsku, je součástí župy Arad. Leží nedaleko hranic s Maďarskem, na hlavní trati spojující Budapešť a Bukurešť.
V roce 2011 zde žilo 7 453 obyvatel.